# Divizia Națională 2003-2004
La Divizia Națională 2003-2004 è stata la 13ª edizione della massima serie del campionato di calcio moldavo disputato tra il 9 agosto 2003 e il 13 giugno 2004 e concluso con la vittoria dello Sheriff Tiraspol, al suo quarto titolo.

## Formula
Nessuna variazione rispetto all'edizione precedente: il campionato consisteva in un doppio girone all'italiana per un totale di 28 partite. L'ultima classificata retrocedette mentre la penultima spareggiò contro la seconda classificata della Divizia A.
Le squadre partecipanti alle coppe europee furono tre: la squadra campione si qualificò alla UEFA Champions League 2004-2005, la seconda classificata e la vincitrice della coppa nazionale alla Coppa UEFA 2004-2005.

## Squadre
| Squadra                | Città    | Stadio | Stagione 2002-2003   |
| ---------------------- | -------- | ------ | -------------------- |
| Agro-Goliador Chișinău | Chișinău |        | 6°                   |
| Unisport-Auto Chișinău | Chișinău |        | Divizia A            |
| Dacia Chișinău         | Chișinău |        | 4°                   |
| Tiligul-Tiras Tiraspol | Tiraspol |        | Divizia A            |
| Zimbru Chișinău        | Chișinău |        | 2°                   |
| Nistru Otaci           | Otaci    |        | 3°                   |
| Sheriff Tiraspol       | Tiraspol |        | Campione di Moldavia |
| FC Tiraspol            | Tiraspol |        | 5°                   |

## Classifica finale
|  | Pos. | Squadra                | Pt | G  | V  | N  | P  | GF | GS | DR  |
|  | ---- | ---------------------- | -- | -- | -- | -- | -- | -- | -- | --- |
|  | 1.   | Sheriff Tiraspol       | 65 | 28 | 20 | 5  | 3  | 50 | 16 | +34 |
|  | 2.   | Nistru Otaci           | 57 | 28 | 17 | 6  | 5  | 47 | 26 | +21 |
|  | 3.   | Zimbru Chișinău        | 49 | 28 | 14 | 7  | 7  | 40 | 23 | +17 |
|  | 4.   | FC Tiraspol            | 45 | 28 | 12 | 9  | 7  | 32 | 22 | +10 |
|  | 5.   | Dacia Chișinău         | 35 | 28 | 9  | 8  | 11 | 26 | 28 | -2  |
|  | 6.   | Tiligul-Tiras Tiraspol | 29 | 28 | 5  | 14 | 9  | 21 | 26 | -5  |
|  | 7.   | Unisport-Auto Chișinău | 23 | 28 | 6  | 5  | 17 | 29 | 52 | -23 |
|  | 8.   | Agro-Goliador Chișinău | 5  | 28 | 1  | 2  | 25 | 14 | 66 | -52 |

Legenda:

      Campione di Moldavia
      Qualificata alla Coppa UEFA
      Ammessa allo spareggio
      Retrocessa in Divizia A
Note:

Tre punti a vittoria, uno a pareggio, zero a sconfitta.

### Spareggio
L'Unisport-Auto Chișinău, arrivato penultimo, affrontò in una partita unica la seconda classificata della Divizia A, il FC Politehnica Chișinău.
| 17 giugno 2004 | Unisport-Auto Chișinău | 2 – 1 | FC Politehnica Chișinău |  |

## Verdetti
- Campione: Sheriff Tiraspol, qualificato alla UEFA Champions League
- Qualificato alla Coppa UEFA: FC Tiraspol, Nistru Otaci
- Retrocesse in Divizia "A": Agro-Goliador Chișinău